# Bill McNaughton
William Frederick McNaughton, plus connu sous le nom de Bill McNaughton (né le 8 décembre 1905 à Poplar à Londres et mort en 1980) est un joueur de football anglais qui évoluait au poste d'attaquant.

## Palmarès
Hull City
- Championnat d'Angleterre D3 :
  - Meilleur buteur : 1932-33 (39 buts).